# Glavoč leopard
Glavoč leopard (lat. Thorogobius ephippiatus) riba je iz porodice glavoča (lat. Gobiidae). Relativno je brojan na našoj obali, a zbog osobine da se ne boji čovjeka i ne bježi pred njim doima se još brojnijom vrstom nego što to uistinu jest. Živi na kamenitom terenu, strmijem, te istovremeno bogatom skloništima u koje se leopard može zavući, na dubinama do 40 m,  a najčešće između 6 i 12 m. Naraste do 13 cm duljine
, a po dosadašnjim saznanjima živi 9 godina. Hrani se manjim organizmima, pretežno račićima, ali i glavonošcima, mlađi i svim onim što može uhvatiti. Tijelo mu je bijeloplave boje s tamnoljubičastim ili plavosmeđim mrljama s uzorkom koji podsjeća na uzorak krzna leoparda.

## Rasprostranjenost
Glavoč leopard živi u Atlantiku od juga Norveške pa sve do Gibraltara uljučujući oko obala Britanije, Irske, Madeire i Kanara. Osim na Atlantiku, obitava i u Sredozemnom moru i to na njegovim sjevernijim dijelovima.

## Vanjske poveznice
|  | Zajednički poslužitelj ima još gradiva o temi Thorogobius ephippiatus |
|  | Wikivrste imaju podatke o taksonu Thorogobius ephippiatus             |